# ماريو أندريتي

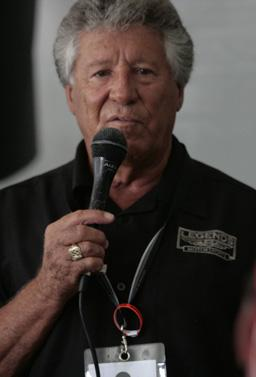
ماريو أندريتي, 2010

ماريو غابرييل أندريتي (Mario Gabriele Andretti) (مواليد 28 فبراير 1940) هو سائق إيطالي أمريكي بطل عالم في سباق السيارات، أحد أنجح الأمريكيين في تاريخ الرياضة. وهو أيضًا واحداً من سائقين اثنين فقط فازوا في كل من سباق الفئة الأولى، الفئة الأولى (إندي كار)، وبطولة العالم للسيارات الرياضية، وناسكار NASCAR (الآخر هو دان جيرني (Dan Gurney)). وقد فاز أيضًا بسباقات في السيارات الصغيرة (midget cars)، وسيارات السرعة (sprint cars).
خلال مسيرته المهنية، فاز أندريتي ب1978 بطولة العالم لسباقات الفورمولا واحد]]،و بأربعة ألقاب إندي كار (ثلاثة مع فرض عقوبات من النادي الأمريكي لبطولات سباقات السيارات (USAC)، وواحد مع سيارات شامب (CART)) وإيروك 6 (IROC VI). وحتي هذا اليوم، يبقى السائق الوحيد الفائز في سباقات إنديانابوليس 500 (1969)، دايتونا 500 (1967) وبطولة العالم في الفئة الأولى، وجنبًا إلى جنب مع خوان بابلو مونتويا (Juan Pablo Montoya)، هو السائق الوحيد الفائز في الناسكار فئة كأس سبرينت، الفئة الأولى، والإنديانابوليس 500. ولم يفز أي أمريكي بسباق في الفئة الأولى منذ فوز أندريتي في جائزة هولندا الكبرى.
فاز أندريتي 109 مرة في حياته المهنية على حلبات كبرى.
كان لأندريتي حياة مهنية طويلة في السباقات. وهو الشخص الوحيد الذي حصل على لقب (سائق الولايات المتحدة للعام) على مر ثلاثة عقود في سنوات (1967، 1978، و1984). وهو أيضًا أحد ثلاثة سائقين يفوزون بسباقات على حلبات الطرق، الحلبات المعبدة البيضاوية، والحلبات الوعرة في موسم واحد، الإنجاز الذي حققه لأربع مرات. وبفوزه الأخير في إندي كار في أبريل 1993، أصبح أندريتي أول سائق يفوز بسباقات إندي في أربعة عقود مختلفة وأول من يفوز بسباقات سيارات من أي نوع في خمسة عقود.
وفي الثقافة الشعبية الأمريكية، أصبح اسمه مرادفًا للسرعة، مثل اسم بارني أولدفيلد (Barney Oldfield) في أوائل القرن العشرين، وستيرلنج موس (Stirling Moss) في المملكة المتحدة.

### السير الذاتية
- What's It Like Out There, Mario Andretti and Bob Collins. Henry Regnery Company, 1970. ISBN 978-0-8092-9672-9.
- Mario Andretti: World Champion, Mario Andretti and Nigel Roebuck. Hamlyn, 1979. ISBN 978-0-600-39469-3.
- Andretti, Mario Andretti. HarperCollins, 1994. ISBN 978-0-00-638302-4.

### كتابات أخرى
- Mario Andretti: A Driving Passion, Gordon Kirby. D. Bull Pub., 2001, ISBN 1-893618-12-9.
- Mario Andretti Photo Album, Peter Nygaard. Iconografix, 1999, ISBN 1-58388-009-7.
- Mario Andretti (Race Car Legends), G. S. Prentzas. Chelsea House Publishers, 1996, ISBN 0-7910-3176-4.
- Sports Hero, Mario Andretti, Marshall Burchard. Putnam, 1977. ISBN 0-399-20588-8.
- Mario Andretti: The Man Who Can Win Any Kind of Race, Lyle K. Engel. Arco Publishing, 1970. ISBN 978-0-668-02193-7.
- Mario Andretti: World Driving Champion, Lyle K. Engel. Arco Publishing, 1979. ISBN 0-668-04754-2.
- Mario Andretti, Mike O'Leary. MotorBooks, 2002. ISBN 0-7603-1399-7.
- Andretti, Bill Libby. Grossett & Dunlap, 1970, ISBN 0-448-05429-9.

## وصلات خارجية
- ماريو أندريتي على موقع IMDb (الإنجليزية)
- ماريو أندريتي على موقع الموسوعة البريطانية (الإنجليزية)
- ماريو أندريتي على موقع إن إن دي بي (الإنجليزية)
- ماريو أندريتي على موقع ديسكوغز (الإنجليزية)
- ماريو أندريتي على موقع قاعدة بيانات الفيلم (الإنجليزية)
- ماريو أندريتي على موقع Racing-Reference.info (الإنجليزية)
- ماريو أندريتي على موقع DriverDB.com (الإنجليزية)
- الموقع الرسمي
- Andretti Family Official Web Site
- Andretti Winery